# Robert Bobin
Pour les articles homonymes, voir Bobin.
Robert Bobin, né le 2 août 1920 à Courlay dans les Deux-Sèvres et décédé le 11 février 1994 au Plessis-Trévise en région parisienne, est un athlète français spécialiste du triple saut, devenu ensuite dirigeant sportif.

## Biographie

### Carrière d'athlète
Robert Bobin commence la pratique sportive par la gymnastique au patro de l'Avant Garde de Terves (79)[réf. nécessaire][pertinence contestée].
Recordman de France du triple saut du 20 juillet 1947 au 3 juin 1951, il réussit sa meilleure performance, le 30 mai 1948 à Limoges avec 14,65 m. Après cette marque record, il participe aux Jeux olympiques de Londres de 1948, se classant à la 18e place du concours.
Sociétaire de l'US Métro, Bobin devient ensuite double champion de France (1949 et 1950). Il a été huit fois international et a notamment été 8e des championnats d'Europe en 1950.

### Dirigeant sportif
En 1959, Robert Bobin est nommé Directeur technique national de l'athlétisme et le restera jusqu'au 1er octobre 1973 (3). 
Chargé de la préparation olympique des sportifs français en 1973, il devient peu après directeur général de l'INSEP. 
En 1987, il est élu président de la Fédération française d'athlétisme (FFA). 
Il est remplacé à son décès en 1993 par Jean Poczobut. Entre-temps, Bobin avait rejoint le Congrès de l'IAAF en 1991.

## Décoration
- Officier de l'ordre du Mérite sportif‎ à titre exceptionnel (1959)[3]

## Publications
Il signe deux livres sur l'athlétisme aux éditions Amphora : 
- L'athlétisme pour tous en 1960 avec de nombreuses rééditions ; et
- Éducation sportive et athlétisme par le jeu en 1973.

## Notoriété
Le stade Robert-Bobin d'Évry-Bondoufle est inauguré en 1993.
La piste Robert-Bobin du Plessis-Trévise est inaugurée en 2010.